# Belles-Forêts
Belles-Forêts est une commune française située dans le département de la Moselle, en région Grand Est.
Cette commune se trouve dans la région historique de Lorraine et fait partie du pays de Sarrebourg.

## Géographie
La commune, située dans le département français de la Moselle, est composée de deux villages : Bisping (le chef-lieu) et Angviller-lès-Bisping. Elle fait partie du parc naturel régional de Lorraine.

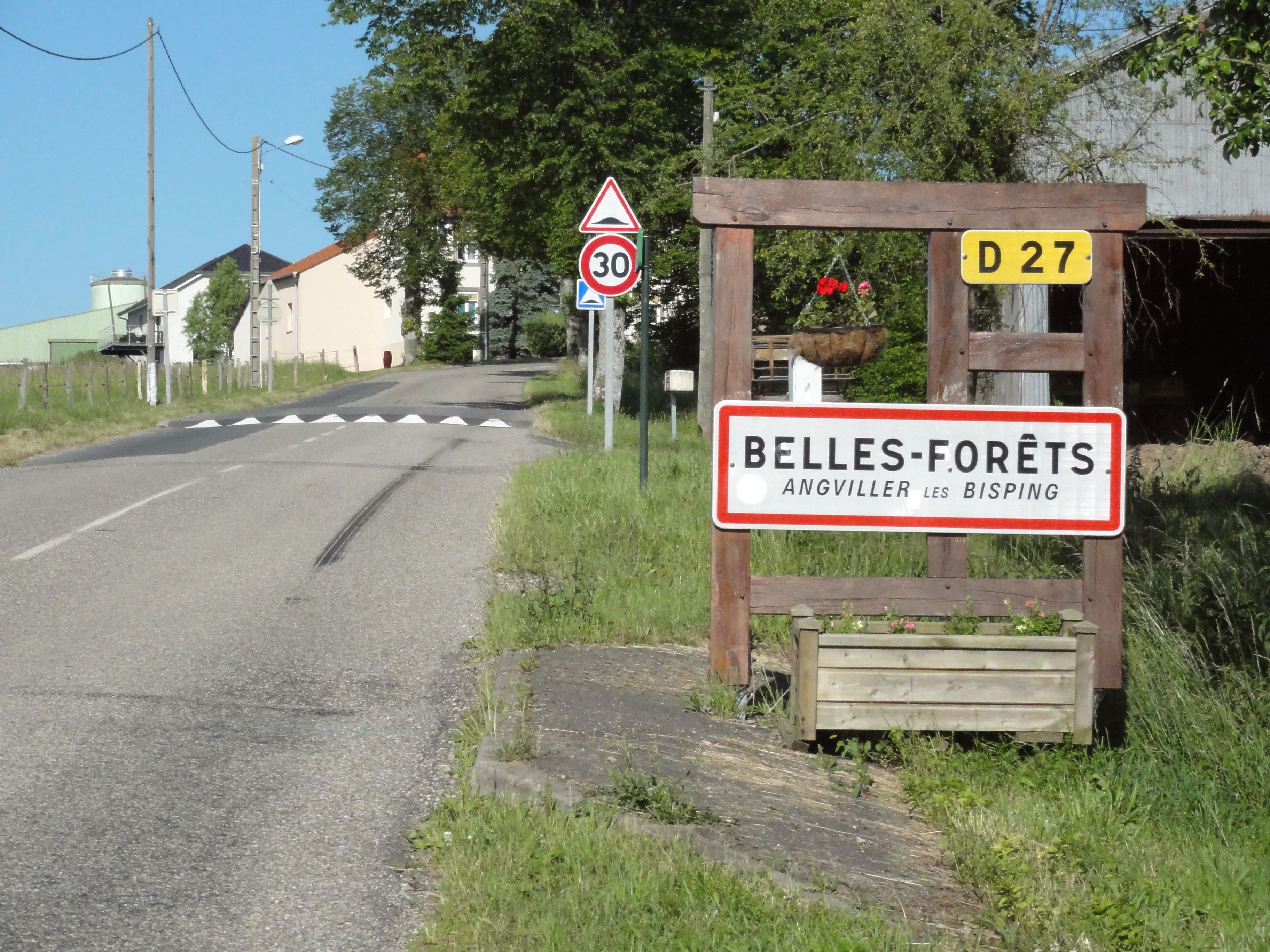
Entrée d'Angviller-les-Bisping.
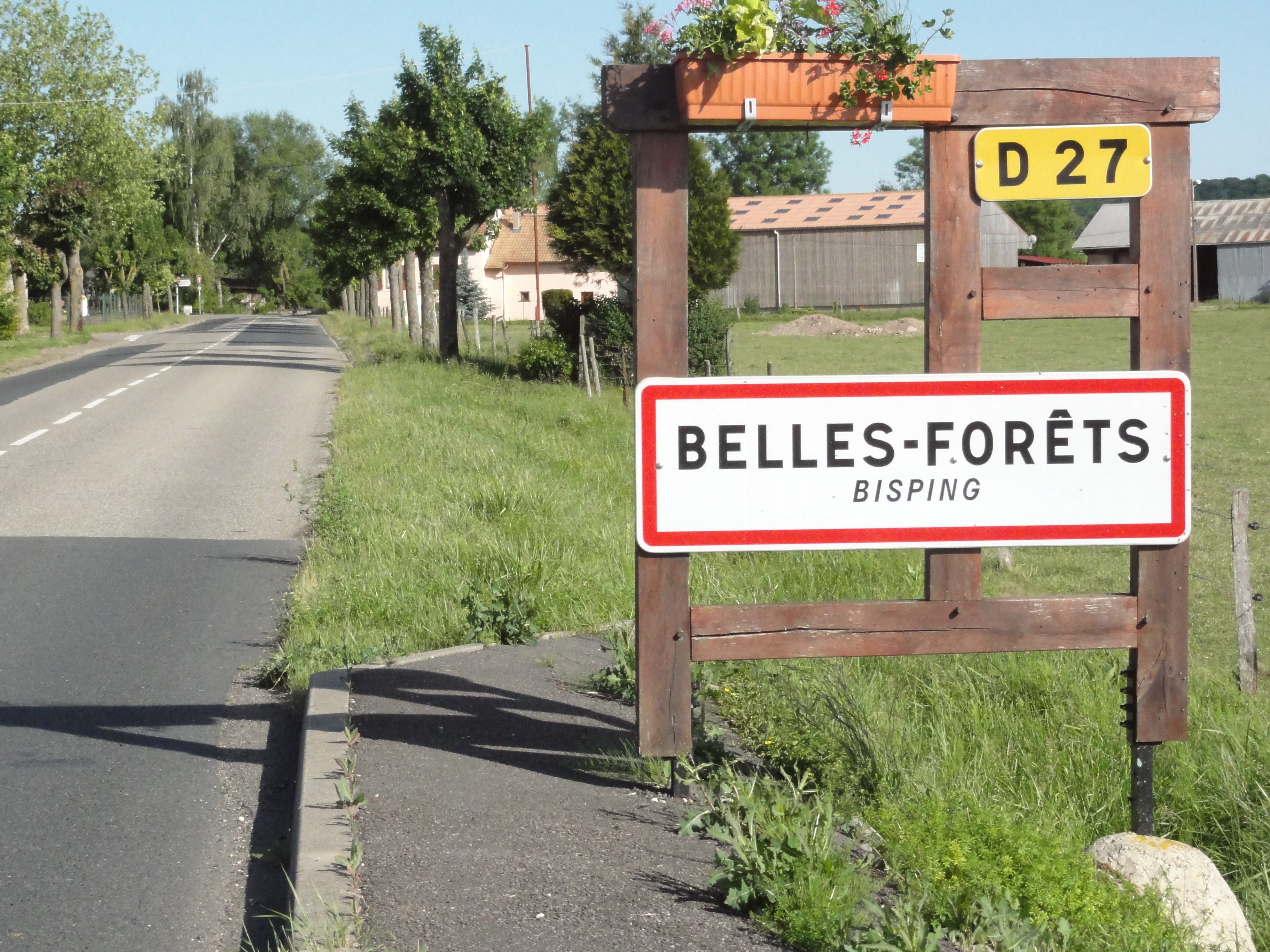
Entrée de Bisping.

### Communes limitrophes
| Rorbach-lès-Dieuze | Loudrefing    | Mittersheim          |
| Guermange          | Belles-Forêts | Saint-Jean-de-Bassel |
| Desseling          | Fribourg      | Haut-Clocher         |

### Hydrographie
La commune est située dans le bassin versant du Rhin au sein du bassin Rhin-Meuse. Elle est drainée par le canal des houillères de la Sarre, le ruisseau de l'étang de Nolweiher, le ruisseau le Naubach, le ruisseau de l'Étang du Breuil, le ruisseau de Pfuhlmatte et le ruisseau du Breuil.
Le Canal des houillères de la Sarre, d'une longueur totale de 65,1 km, prend sa source dans la commune de Grosbliederstroff et se jette  dans la Sarre à Sarreguemines, après avoir traversé 24 communes.
Le ruisseau de l'étang de Nolweiher, d'une longueur totale de 12,9 km, prend sa source dans la commune et se jette dans la Seille à Lindre-Basse, après avoir traversé cinq communes.
Le Naubach, d'une longueur totale de 23 km, prend sa source dans la commune et se jette dans la Sarre à Harskirchen, après avoir traversé huit communes.

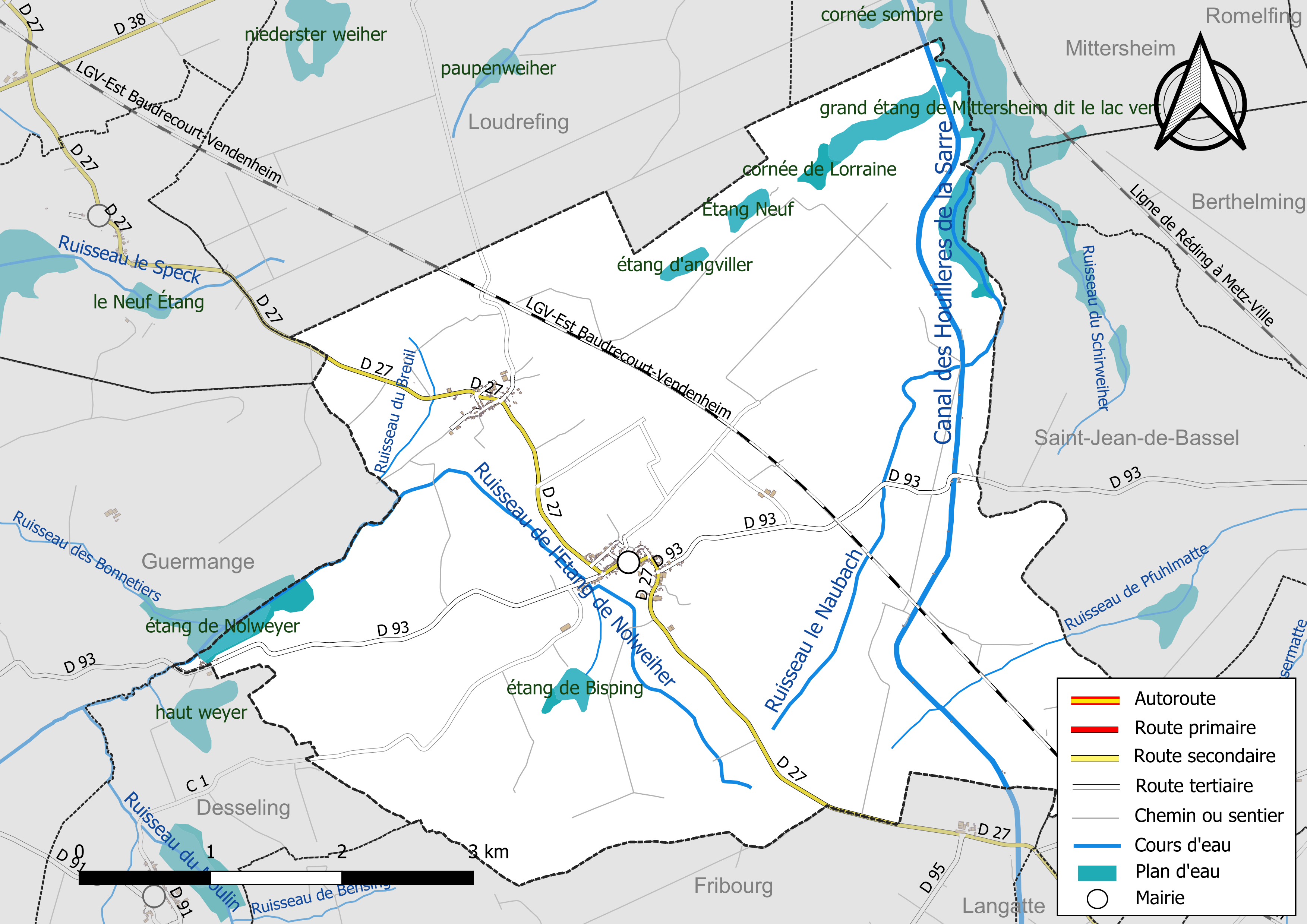
Réseaux hydrographique et routier de Belles-Forêts.

La qualité des eaux des principaux cours d'eau de la commune, notamment du canal des Houilleres de la Sarre, du ruisseau de l'Étang de Nolweiher et du ruisseau le Naubach, peut être consultée sur un site spécial géré par les agences de l’eau et l’Agence française pour la biodiversité.

### Climat
Pour des articles plus généraux, voir Climat du Grand Est et Climat de la Moselle.
En 2010, le climat de la commune est de type climat des marges montargnardes, selon une étude du Centre national de la recherche scientifique s'appuyant sur une série de données couvrant la période 1971-2000. En 2020, Météo-France publie une typologie des climats de la France métropolitaine dans laquelle la commune est exposée à un climat semi-continental et est dans la région climatique  Vosges, caractérisée par une pluviométrie très élevée (1 500 à 2 000 mm/an) en toutes saisons et un hiver rude (moins de 1 °C). 
Pour la période 1971-2000, la température annuelle moyenne est de 9,9 °C, avec une amplitude thermique annuelle de 17 °C. Le cumul annuel moyen de précipitations est de 867 mm, avec 12,1 jours de précipitations en janvier et 9,3 jours en juillet. Pour la période 1991-2020, la température moyenne annuelle observée sur la station météorologique de Météo-France la plus proche, « Kappelkinger_sapc », sur la commune de Kappelkinger à 18 km à vol d'oiseau, est de 10,6 °C et le cumul annuel moyen de précipitations est de 772,6 mm. 
La température maximale relevée sur cette station est de 38,8 °C, atteinte le 25 juillet 2019 ; la température minimale est de −19,6 °C, atteinte le 26 décembre 2010,,. 
Les paramètres climatiques de la commune ont été estimés pour le milieu du siècle (2041-2070) selon différents scénarios d'émission de gaz à effet de serre à partir des nouvelles projections climatiques de référence DRIAS-2020. Ils sont consultables sur un site spécial publié par Météo-France en novembre 2022.

## Urbanisme

### Typologie
Au 1er janvier 2024, Belles-Forêts est catégorisée commune rurale à habitat dispersé, selon la nouvelle grille communale de densité à sept niveaux définie par l'Insee en 2022.
Elle est située hors unité urbaine. Par ailleurs la commune fait partie de l'aire d'attraction de Sarrebourg, dont elle est une commune de la couronne,. Cette aire, qui regroupe 87 communes, est catégorisée dans les aires de 50 000 à moins de 200 000 habitants,.

### Occupation des sols
L'occupation des sols de la commune, telle qu'elle ressort de la base de données européenne d’occupation biophysique des sols Corine Land Cover (CLC), est marquée par l'importance des forêts et milieux semi-naturels (56,5 % en 2018), une proportion identique à celle de 1990 (56,5 %). La répartition détaillée en 2018 est la suivante : 
forêts (55,4 %), prairies (23,7 %), terres arables (15,9 %), eaux continentales (2,1 %), zones urbanisées (1,6 %), milieux à végétation arbustive et/ou herbacée (1,2 %). L'évolution de l’occupation des sols de la commune et de ses infrastructures peut être observée sur les différentes représentations cartographiques du territoire : la carte de Cassini (XVIIIe siècle), la carte d'état-major (1820-1866) et les cartes ou photos aériennes de l'IGN pour la période actuelle (1950 à aujourd'hui).

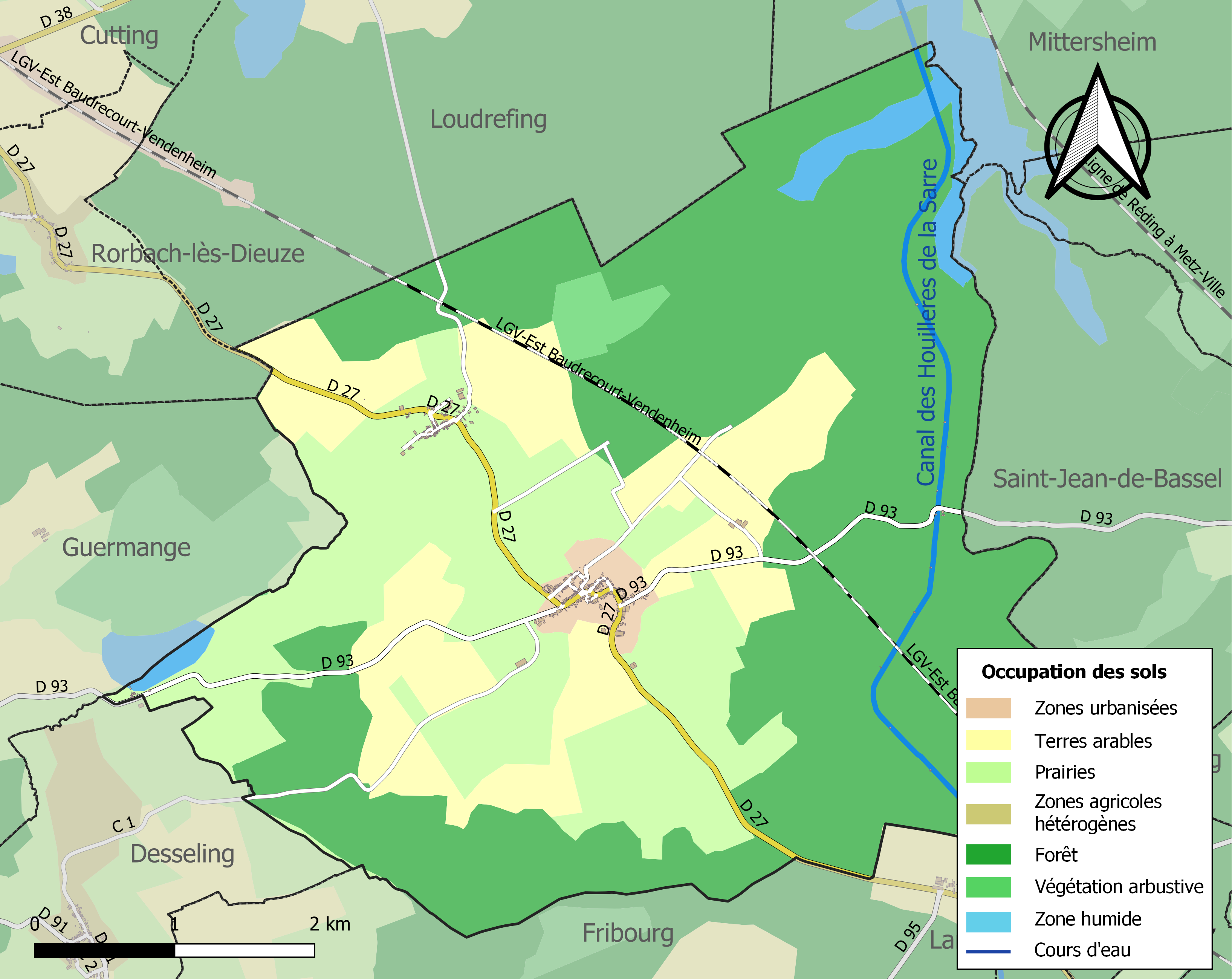
Carte des infrastructures et de l'occupation des sols de la commune en 2018 (CLC).

## Histoire
La commune Belles-Forêts a été créée le 8 septembre 1973 à partir des trois communes : Angviller-lès-Bisping, Bisping et Desseling (jusqu'en 1986). En 1986, Desseling est rétablie.

## Politique et administration
| Période                                  | Période  | Identité      | Étiquette | Qualité |
| ---------------------------------------- | -------- | ------------- | --------- | ------- |
| Les données manquantes sont à compléter. |          |               |           |         |
| 1959                                     | 2008     | Jean Labouré  |           |         |
| mars 2008                                | ?        | Thierry Duval |           |         |
| mai 2020                                 | En cours | Marina Husson |           |         |

### Maires délégués d'Angviller-lès-Bisping
L'ancienne commune d'Angviller-lès-Bisping dispose d'un maire délégué depuis 1973.
| Période                                  | Période  | Identité         | Étiquette | Qualité |
| ---------------------------------------- | -------- | ---------------- | --------- | ------- |
| Les données manquantes sont à compléter. |          |                  |           |         |
| mars 1983                                | 1995     | Maurice boucher  |           |         |
| mars 1995                                | 2008     | Marcel Kubler    |           |         |
| mars 2008                                | En cours | Maurice Jonnette |           |         |

## Démographie
L'évolution du nombre d'habitants est connue à travers les recensements de la population effectués dans la commune depuis 1793. Pour les communes de moins de 10 000 habitants, une enquête de recensement portant sur toute la population est réalisée tous les cinq ans, les populations de référence des années intermédiaires étant quant à elles estimées par interpolation ou extrapolation. Pour la commune, le premier recensement exhaustif entrant dans le cadre du nouveau dispositif a été réalisé en 2004.

En 2022, la commune comptait 231 habitants, en évolution de −7,6 % par rapport à 2016 (Moselle : +0,52 %, France hors Mayotte : +2,11 %).
| 1793 | 1800 | 1806 | 1821 | 1831 | 1836 | 1841 | 1846 | 1851 |
| ---- | ---- | ---- | ---- | ---- | ---- | ---- | ---- | ---- |
| 539  | 547  | 631  | 670  | 800  | 659  | 685  | 670  | 704  |

| 1856 | 1861 | 1871 | 1875 | 1880 | 1885 | 1890 | 1895 | 1900 |
| ---- | ---- | ---- | ---- | ---- | ---- | ---- | ---- | ---- |
| 610  | 587  | 643  | 572  | 517  | 503  | 483  | 469  | 455  |

| 1905 | 1910 | 1921 | 1926 | 1931 | 1936 | 1946 | 1954 | 1962 |
| ---- | ---- | ---- | ---- | ---- | ---- | ---- | ---- | ---- |
| 433  | 441  | 312  | 294  | 279  | 289  | 295  | 247  | 219  |

| 1968 | 1975 | 1982 | 1990 | 1999 | 2004 | 2006 | 2009 | 2014 |
| ---- | ---- | ---- | ---- | ---- | ---- | ---- | ---- | ---- |
| 215  | 231  | 227  | 242  | 238  | 267  | 260  | 253  | 248  |

| 2019 | 2022 | - | - | - | - | - | - | - |
| ---- | ---- | - | - | - | - | - | - | - |
| 235  | 231  | - | - | - | - | - | - | - |

## Culture locale et patrimoine

### Lieux et monuments

#### Édifices religieux
- Église Saint-Remi de Bisping début XIXe siècle : mobilier XVIIIe siècle, buffet d'orgue XVIIIe siècle.
- Église Notre-Dame d'Angviller-lès-Bisping XIXe siècle : 3 autels XVIIIe siècle.

#### Édifices civils
- Vestiges gallo-romains.
- Ruines du château de Desseling.
- Maison à colombages, rue des Colombages, ancienne ferme construite en 1750 en pans de bois et torchis, inscrite au titre des monuments historiques par arrêté du 14 décembre 1992[21].
- Ferme, rue du Rebberg, construite en 1754 en pans de bois, inscrite au titre des monuments historiques par arrêté du 14 décembre 1992[22].
- Ancien guéoir.
- Cimetière militaire 1914/1918.

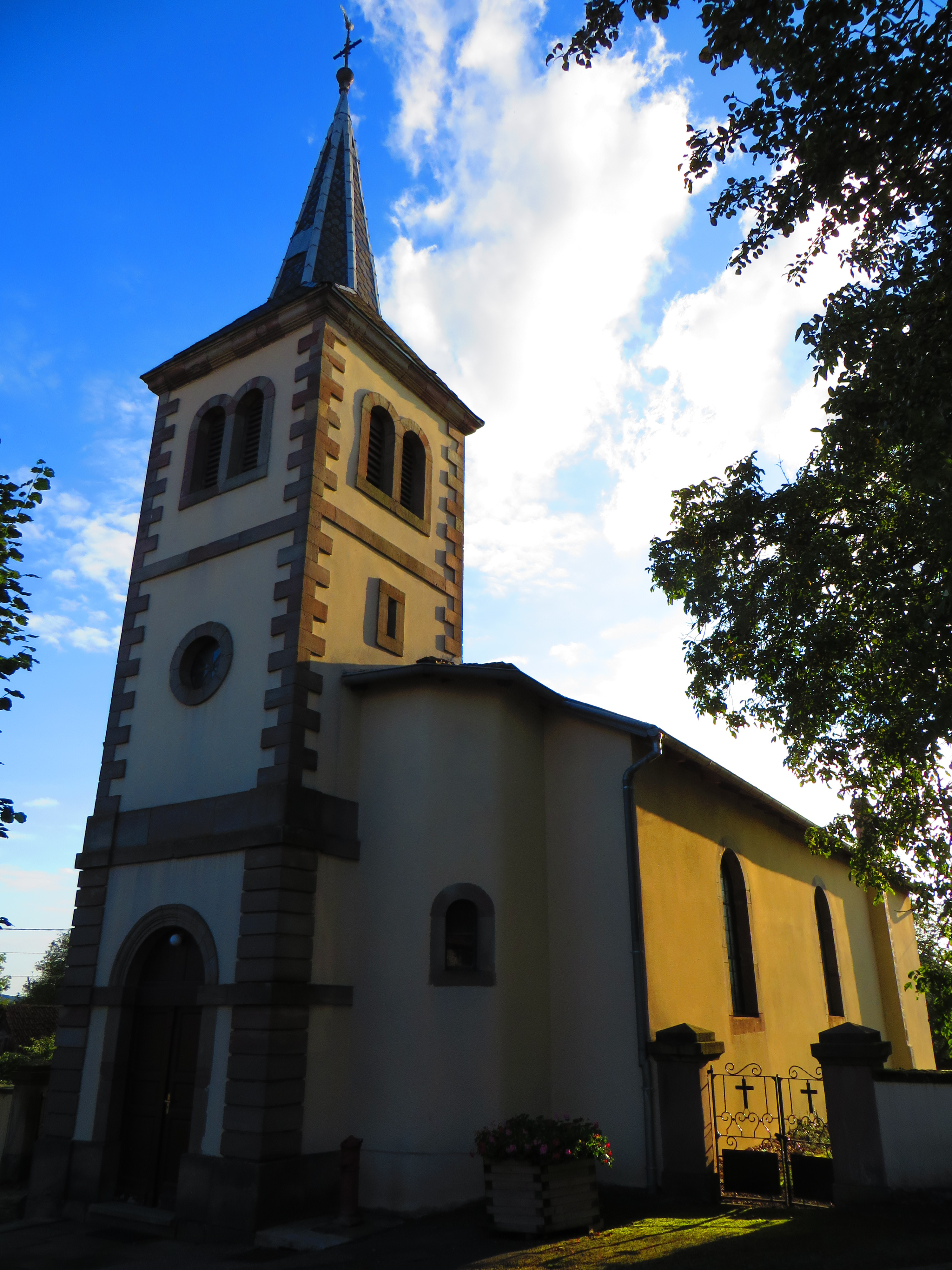
Église Notre-Dame d'Angviller-lès-Bisping.
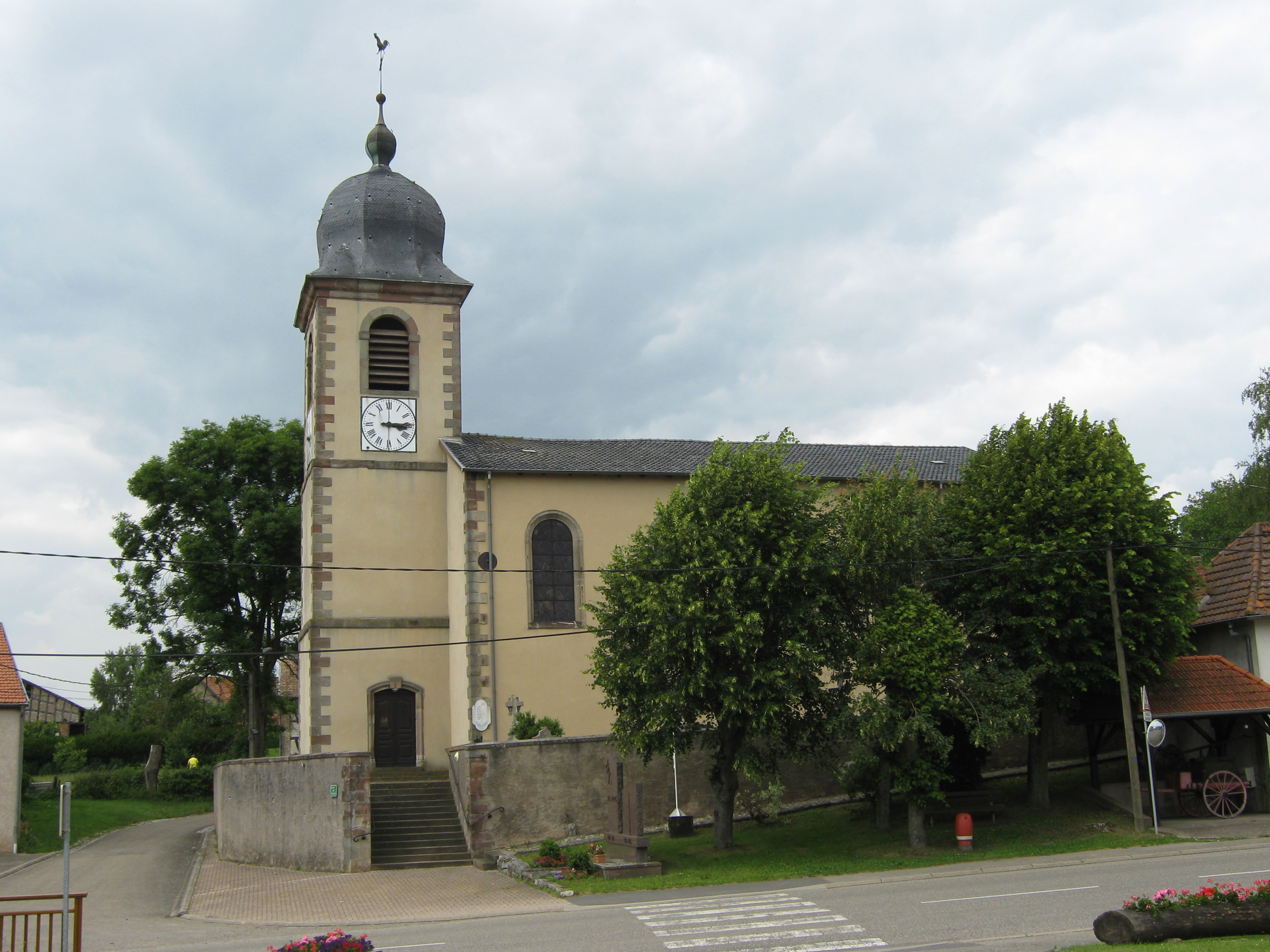
Église Saint-Remi de Bisping.
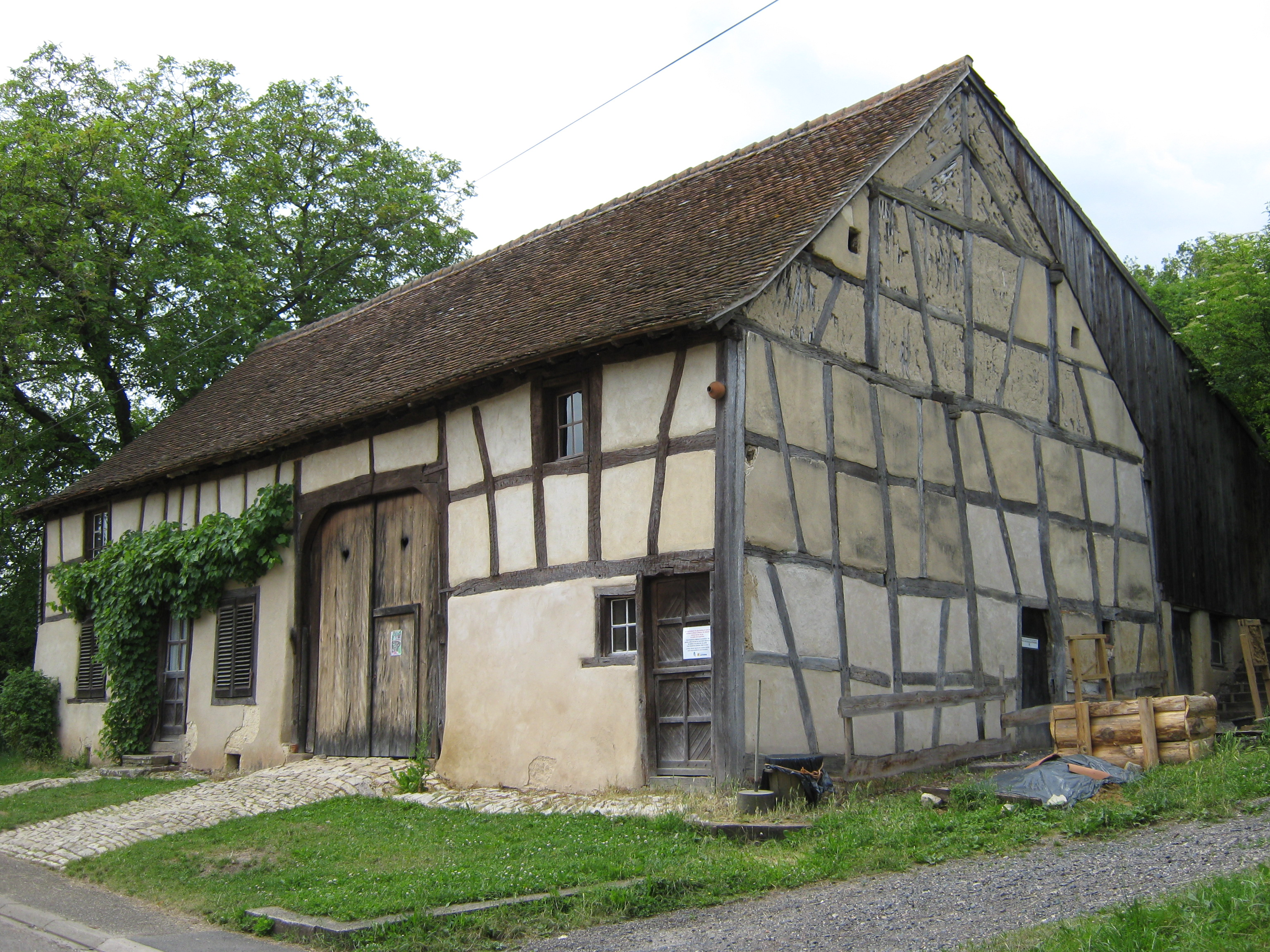
Maison du Clément, musée des constructions à pans de bois.
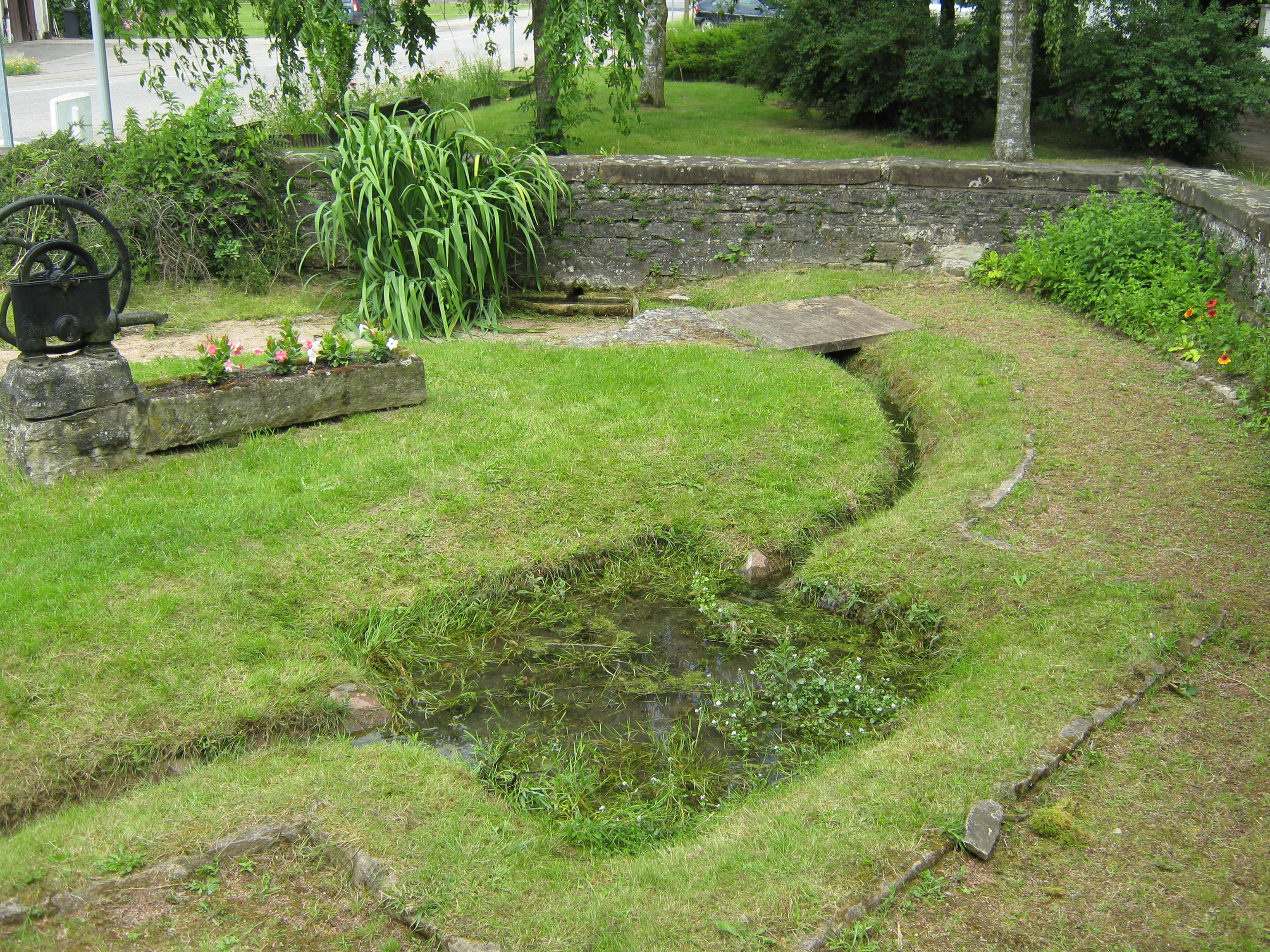
Ancien guéoir de Bisping.

### Héraldique
| Blason de Belles-Forêts | Blason  | Écartelé : aux 1er et 4e de gueules à trois bandes ployées d'argent, à la crosse d'or brochant en barre, aux 2e et 3e de gueules au rosier d'argent fleuri de cinq pièces 1, 2 et 2, au vase à parfum d'or brochant sur le tout en cœur. |
| Blason de Belles-Forêts | Détails | Le statut officiel du blason reste à déterminer. |

## Pour approfondir